# دایسوکه تادا
دایسوکه تادا (انگلیسی: Daisuke Tada؛ زادهٔ ۱۱ اوت ۱۹۸۲) بازیکن فوتبال اهل ژاپن است.
از باشگاه‌هایی که در آن بازی کرده‌است می‌توان به باشگاه فوتبال سرزو اوساکا، و باشگاه فوتبال سرزو اوساکا، و باشگاه فوتبال چونبوری اشاره کرد.